# Āron
Āron är en ort i Indien.   Den ligger i distriktet Guna och delstaten Madhya Pradesh, i den centrala delen av landet, 500 km söder om huvudstaden New Delhi. Āron ligger 524 meter över havet och antalet invånare är 24 274.
Terrängen runt Āron är platt. Runt Āron är det ganska tätbefolkat, med 179 invånare per kvadratkilometer. Det finns inga andra samhällen i närheten. Trakten runt Āron består till största delen av jordbruksmark.